# اتلاف
اتلاف (به انگلیسی: Dissipation) یا هَدَررفت، به نتایج حاصل از فرایند برگشت‌ناپذیر که در سیستم ترمودینامیکی همسان ایجاد می‌گردند گفته می‌شود.
در فرایندهای اتلافی انرژی‌های جنبشی، پتانسیل و درونی از نخستین حالت به گونهٔ دومی تبدیل می‌شوند که در فرایندهای اتلافی اندازهٔ برآیند انرژی‌های اولیه با مجموع انرژی‌های نهایی برابر نیست.
برای نمونه انتقال گرما، هدررفت یا اتلاف انرژی است زیر انتقالی میان جسم داغ با انرژی درونی بیشتر به جسم سرد است.
بر اساس قانون دوم ترمودینامیک میزان تغییر آنتروپی متناسب با دما است ولی در سیستم ایزوله کاهش نمی‌یابد.
این فرایندها آنتروپی با نرخی ثابت و قابل پیش بینی (نگاهی به تولید آنتروپی بیندازید) ایجاد می‌کنند. نرخ زمانی، دمایی تولید آنتروپی در محیط موجب هدررفت توان می‌گردد.
از بهترین مثال‌هایی که برای هدررفت انرژی می‌توان به: گرمای هدررفته در مقاومت‌های حرارتی، حرکت سیال‌ها، پدیده واپخشی، واکنش‌های شیمیایی و مقاومت الکتریکی ناشی از جریان الکتریسیته اشاره کرد.